# Tempel van Trajanus
De Tempel van Trajanus (Latijn:Templum divi Traiani) was een tempel ter ere van de vergoddelijkte keizer Trajanus in het oude Rome.
Na Trajanus' dood in 117 liet Hadrianus zijn voorganger vergoddelijken en liet te zijner ere een grote tempel bouwen op het Forum van Trajanus. Dit was de laatste toevoeging aan het grootste forum van de stad. Mogelijk werd de tempel later ook gewijd aan Pompeia Plotina, Trajanus' vrouw. Na zijn crematie werd de as van Trajanus echter niet in de tempel bijgezet, maar in de voet van zijn erezuil. De wijdingsinscriptie is bewaard gebleven in de Vaticaanse Musea. Van al zijn bouwwerken was dit het enige gebouw waar Hadrianus zijn naam op liet vermelden.
De exacte locatie van de tempel is onduidelijk. Aangenomen werd dat hij ten noorden van de Basilica Ulpia stond, direct naast de Zuil van Trajanus. De tempel vormde dan een geheel met de zuil en de beide bibliotheken die aan weerszijden van de zuil stonden. Archeologisch bewijs ontbreekt hier echter voor. De tempel staat vermoedelijk afgebeeld op een aantal antieke munten. Hierop staat een octostyle tempel (8 zuilen aan de voorzijde), met een trap over de gehele breedte van de façade die toegang gaf tot het heiligdom. Hiervoor stond een groot altaar. De tempel werd geflankeerd door zuilengangen.
In de middeleeuwen raakten het forum en de tempel in verval en gingen verloren.

## Referentie
- L. Richardson, jr, A New Topographical Dictionary of Ancient Rome, Baltimore - London 1992. pp.177-178 ISBN 0801843006